# Valparaíso
Valparaíso (někdy také Valle Paraíso – doslova „rajské údolí“, slangově Valpo; obyvatelé jsou nazýváni porteños – „přístavní“) je město ve státě Chile. Jde o hlavní město regionu Valparaíso a jeden z největších a nejdůležitějších přístavů v zemi. Valparaíso se nachází v centrálním Chile, 120 kilometrů severozápadně od hlavního města Santiaga, ve městě žije přibližně 297 tisíc obyvatel. Ačkoliv hlavním městem země je Santiago de Chile, Národní kongres sídlí zde. Ve městě se nachází například nejstarší burza v Latinské Americe, první sbor dobrovolných hasičů na celém kontinentě, nebo první chilská veřejná knihovna.

## Historie

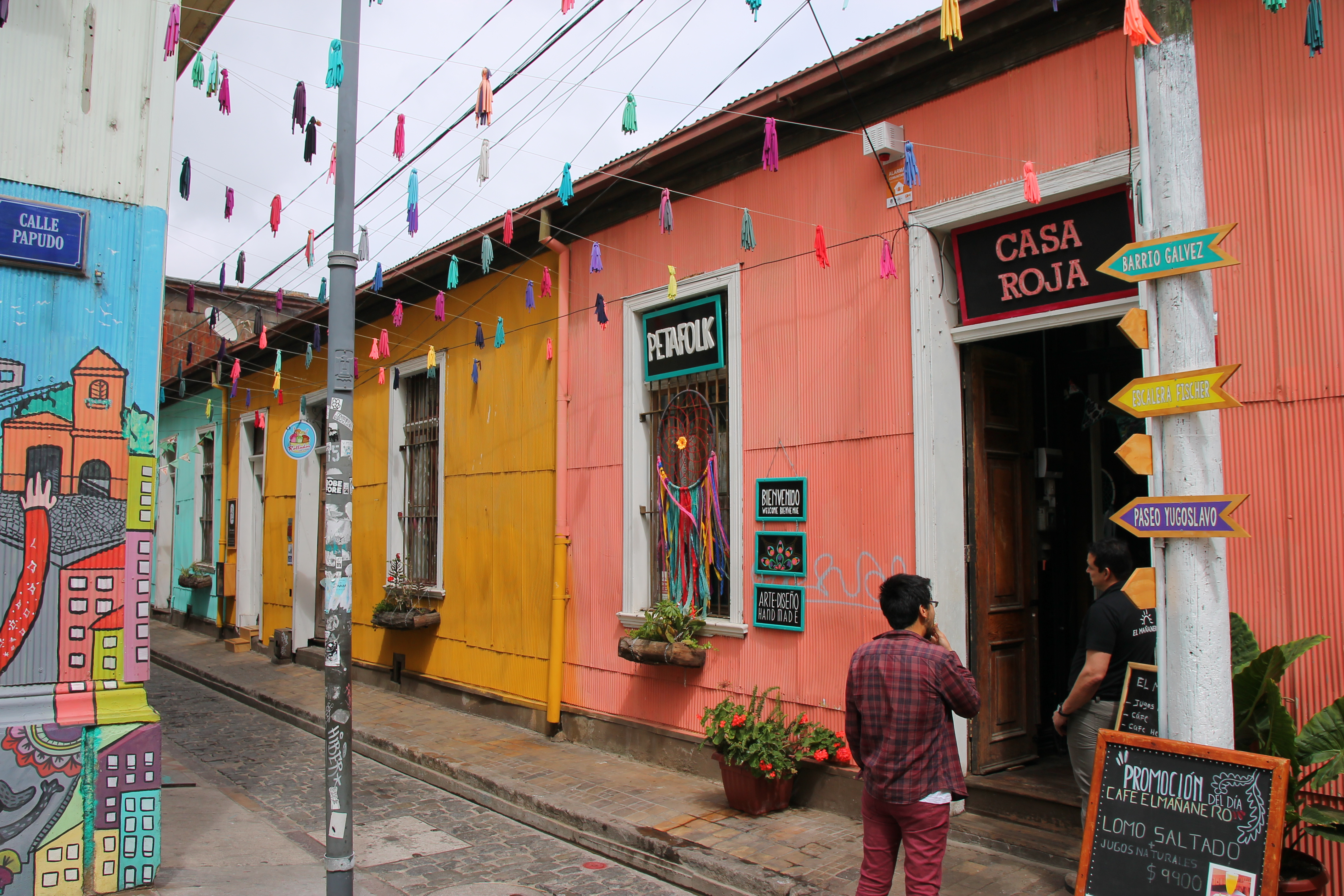
Typické uličky na Cerro Concepción

Záliv, kde dnes město stojí, byl poprvé obydlen Changy, etnickou skupinou rybářů a sběračů. První španělská expedice dorazila do zátoky v roce 1536 na Santiaguillo, lodi vyslané Diegem de Almagrem, který je považován za prvního Španěla, který vstoupil na území Chile. Loď Santiaguillo přivážela mužstvo a zásoby pro Almagrovu expedici. Velel jí Juan de Saavedra, který pojmenoval město po své rodné vesnici Valparaíso de Arriba ve Španělsku.
Valparaíso je chráněno jako Světové dědictví UNESCO a je považováno za jednu z nejzajímavějších městských oblastí v Latinské Americe. Turisticky je nejvýznamnější vrch Cerro Concepción. Valparaíso, stejně jako většina území Chile, je velmi často postihováno zemětřeseními. Poslední velké zemětřesení v roce 1906 zdevastovalo město a zabilo téměř 3000 lidí.
Valparaíso hrálo důležitou geopolitickou roli v druhé polovině 19. století. Tehdy zde zastavovalo velké množství lodí cestujících mezi Atlantským a Tichým oceánem. Město bylo vždy velkým lákadlem pro evropské emigranty, a rychle se rozšiřovalo. Mezi námořníky bylo známé jako „Malé San Francisco“ nebo „Klenot Pacifiku“.
Ve Valparaísu se narodil generál a chilský prezident Augusto Pinochet a také zpěvák a zakladatel skupiny Slayer Tom Araya.

## Současnost
V roce 2003 potvrdil chilský kongres Valparaíso jako kulturní centrum Chile. S devíti univerzitami je město důležitým vzdělávacím centrem. Město prakticky splývá se sousední Viñou del Mar.
Dne 12. dubna 2014 vypukl ve městě velký požár, při němž nakonec shořelo více než 2500 domů. Prezidentka Michelle Bacheletová vyhlásila stav katastrofy.

## Doprava
Metro ve Valparaísu (Merval) je městskou železniční síť, která spojuje město s městskou aglomerací s názvem „Gran Valparaíso“.
Ve městě je také provozována trolejbusová síť s vozy v klasickém stylu. Pozemní lanovky propojují dolní nábřežní části města se čtvrtěmi ležícími na okolních kopcích. Jedná se často o zachované technické památky. Oba systémy jsou považovány za kulturní dědictví.

## Partnerská města
- Barcelona, Španělsko (2001)
- Bat Jam, Izrael
- Callao, Peru
- Cebu, Filipíny
- Córdoba, Argentina
- Kwangjang, Jižní Korea (2010)
- Long Beach, Spojené státy americké
- Malakka, Malajsie
- Mersin, Turecko
- Novorossijsk, Rusko
- Oviedo, Španělsko
- Pusan, Jižní Korea (1999)
- Rosario, Argentina
- Salvador, Brazílie
- Šanghaj, Čína

## Fotogalerie

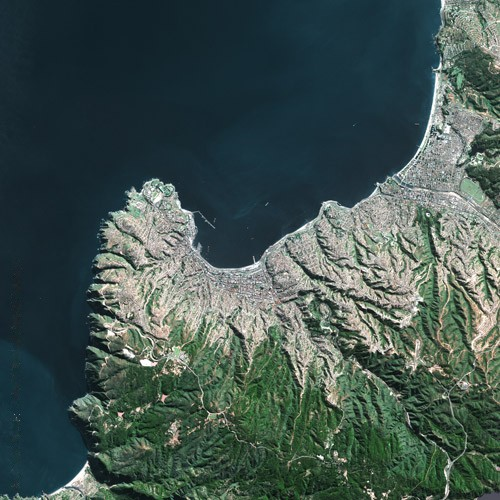
Satelitní snímek města
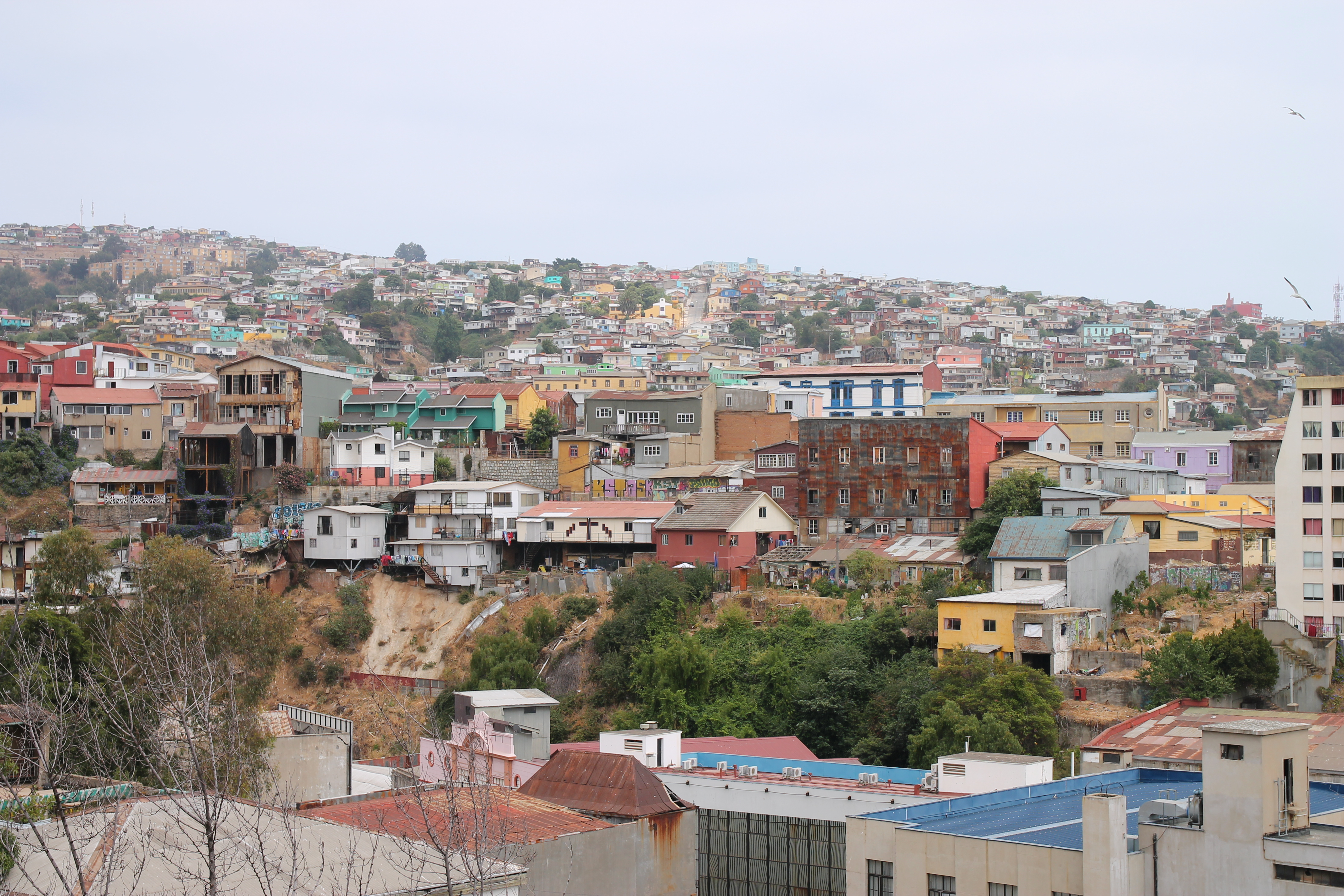
Charakteristická stará zástavba
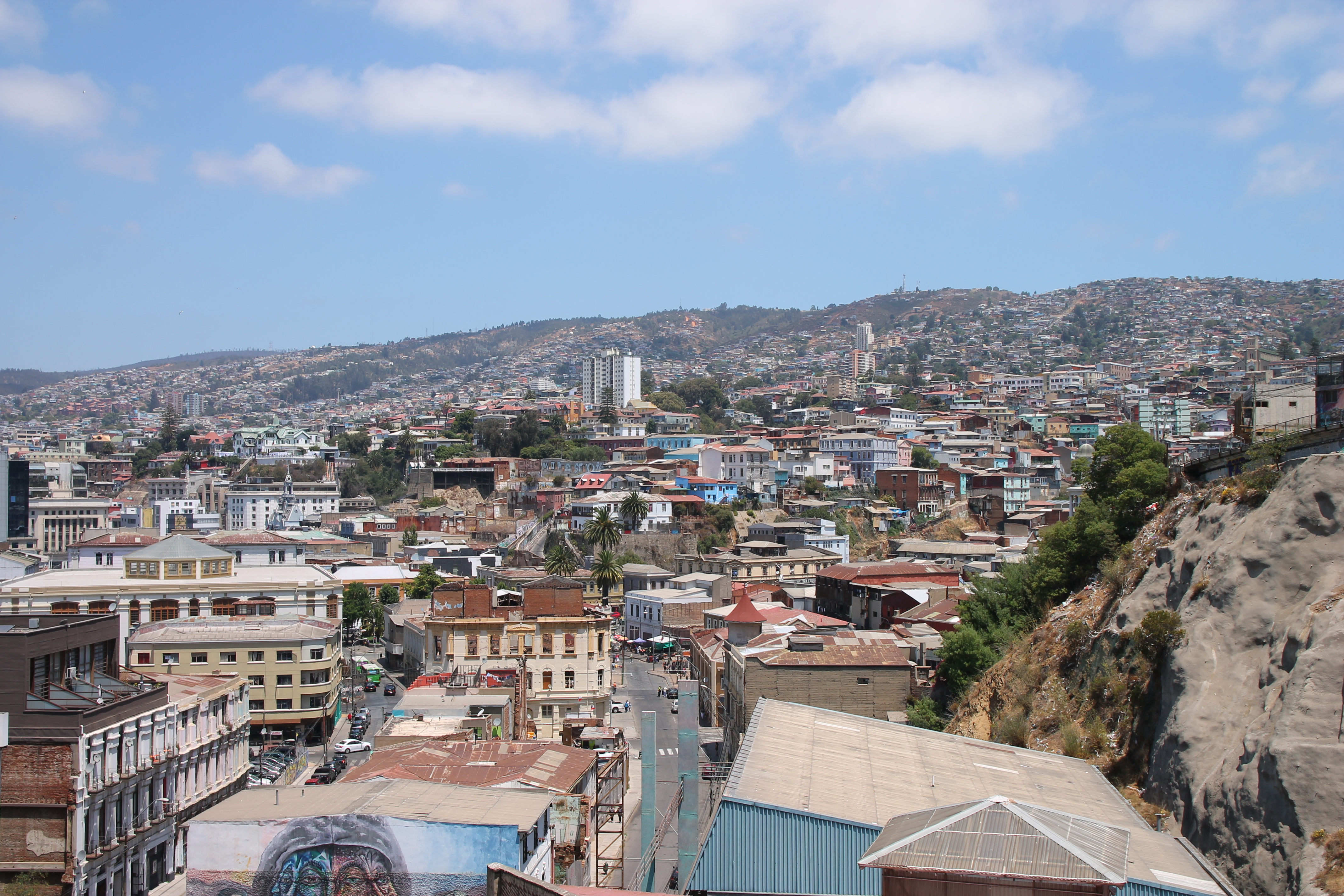
Pohled na město
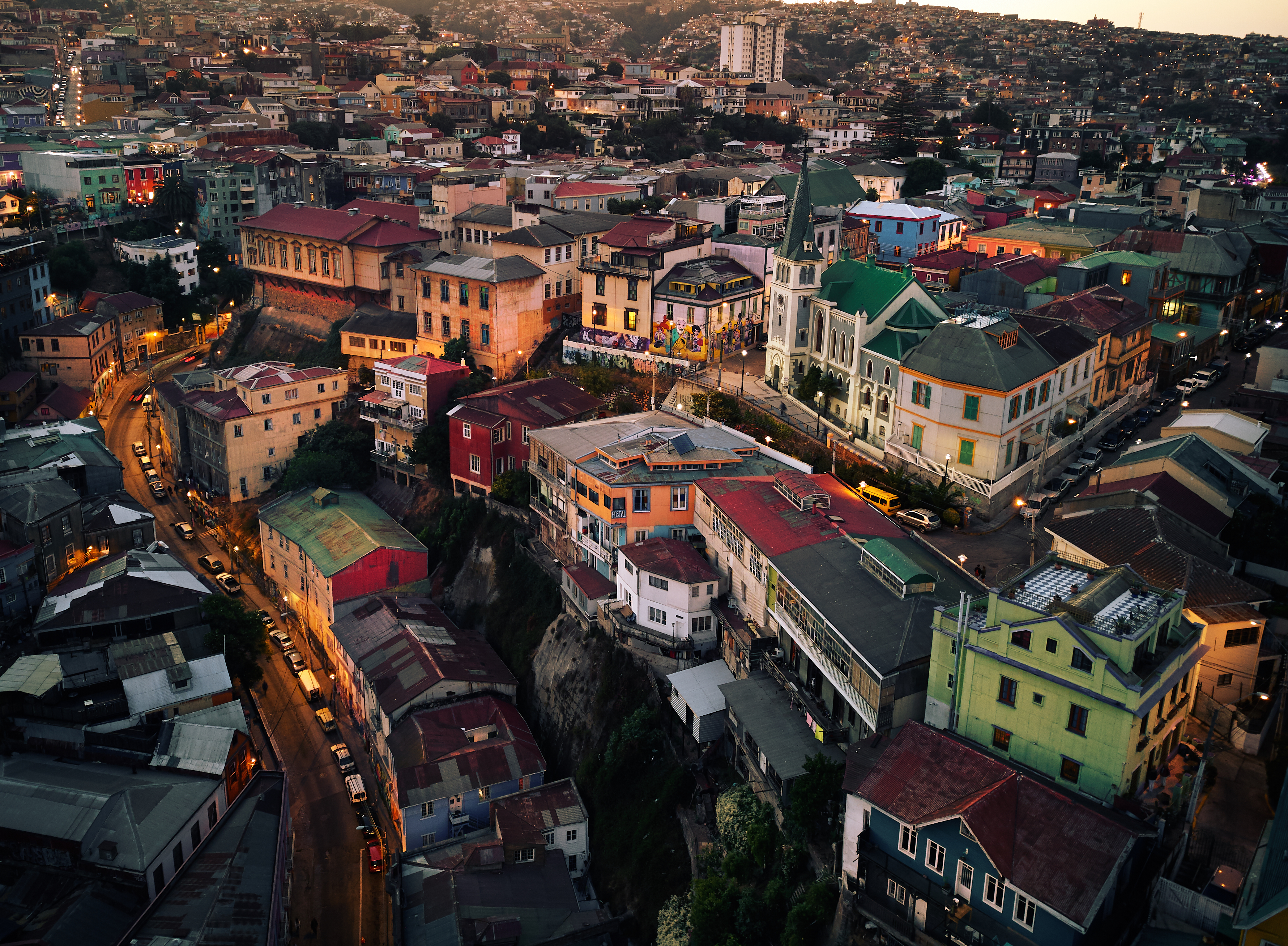
Cerro Concepción
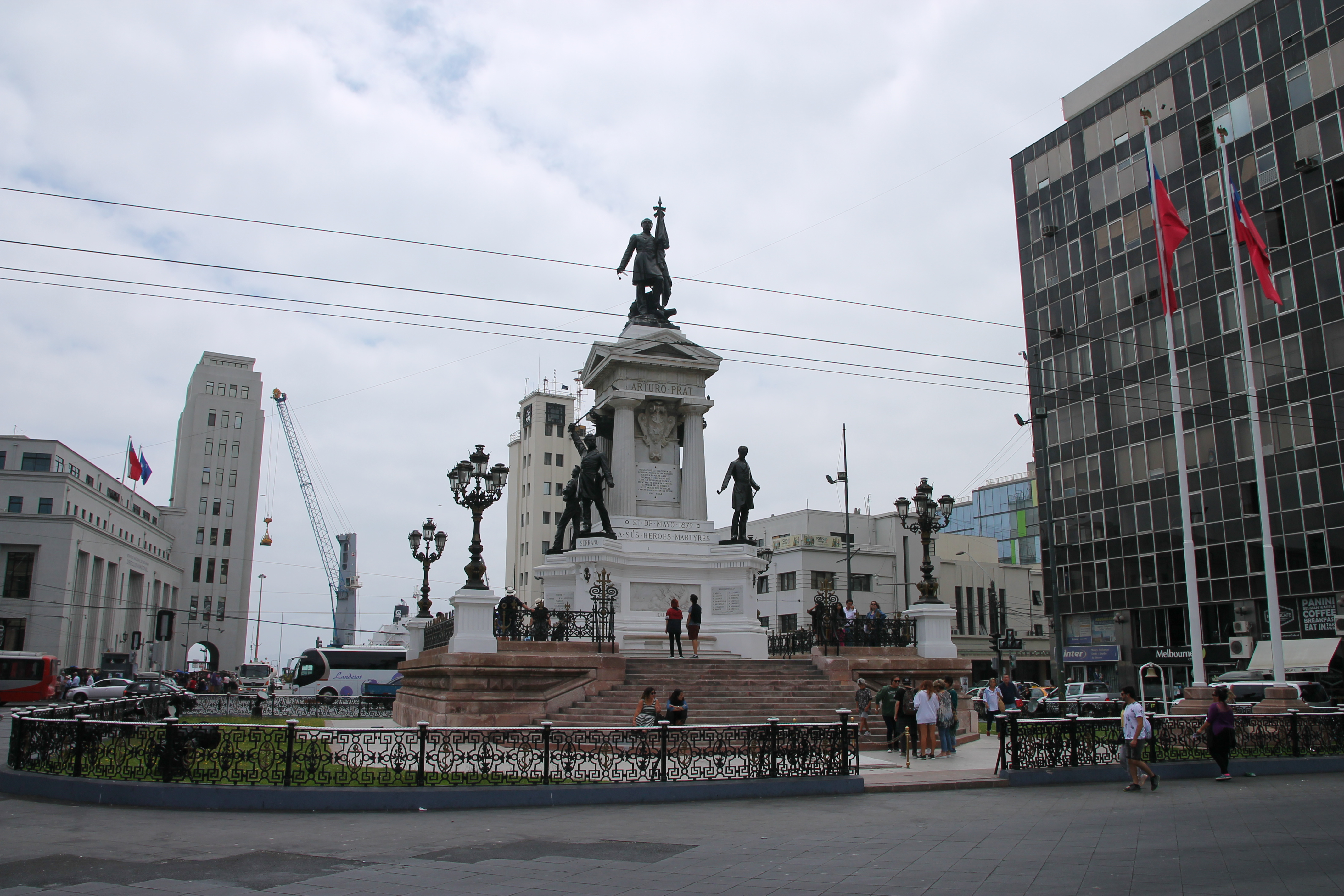
Pomník hrdinům z bitvy u Iquique
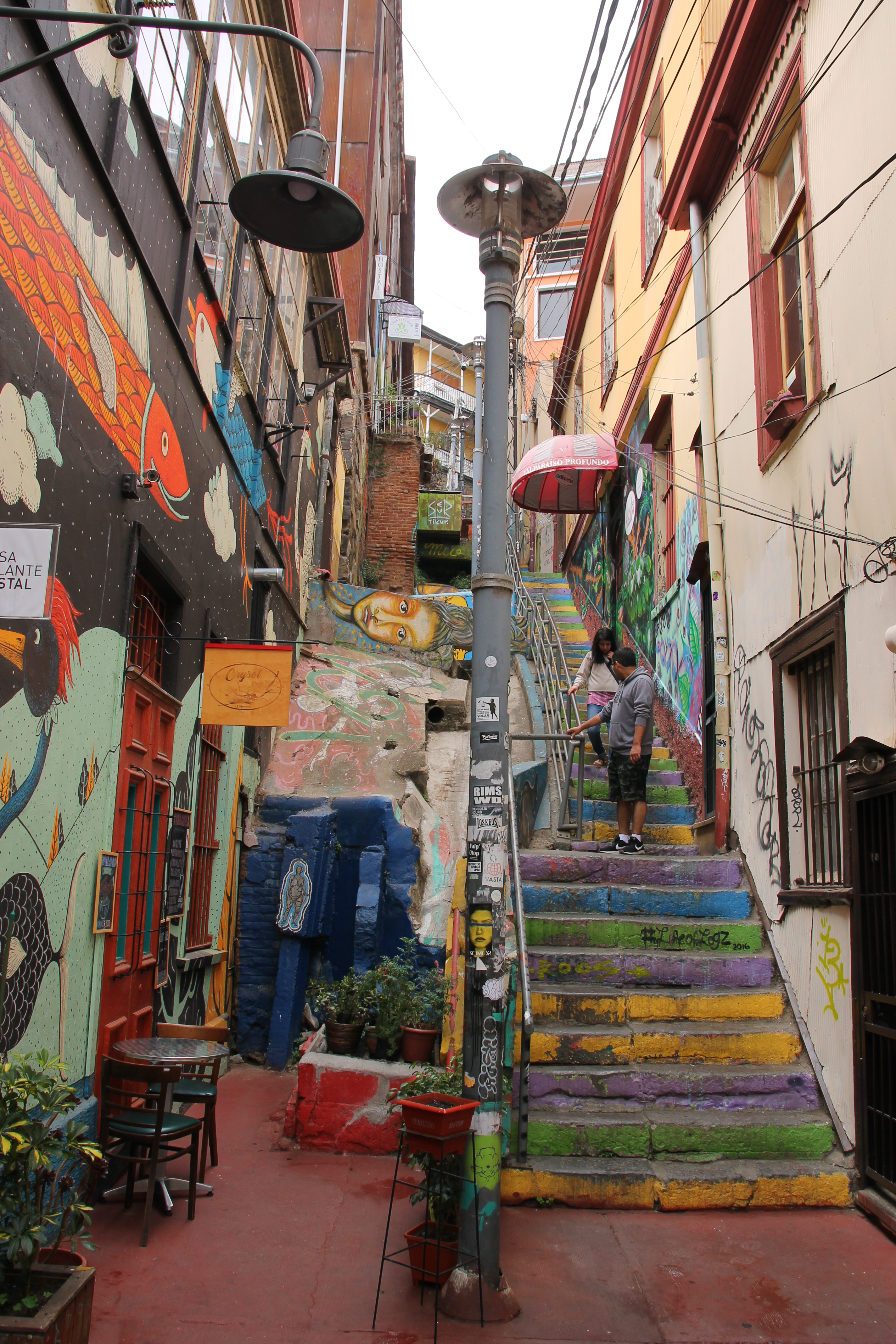
Schodiště na Cerro Concepción
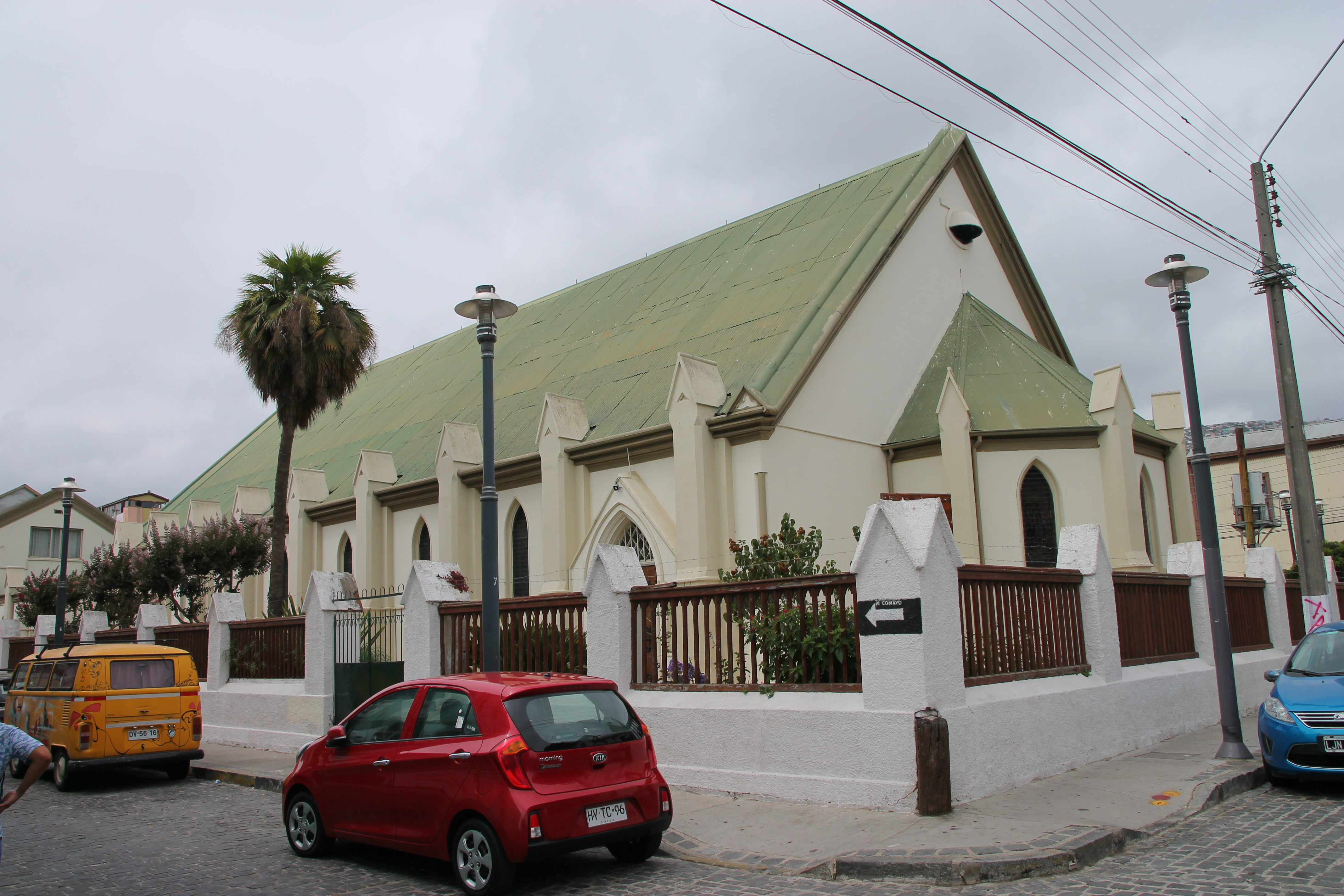
Anglikánský kostel sv. Pavla (Cerro Concepción)
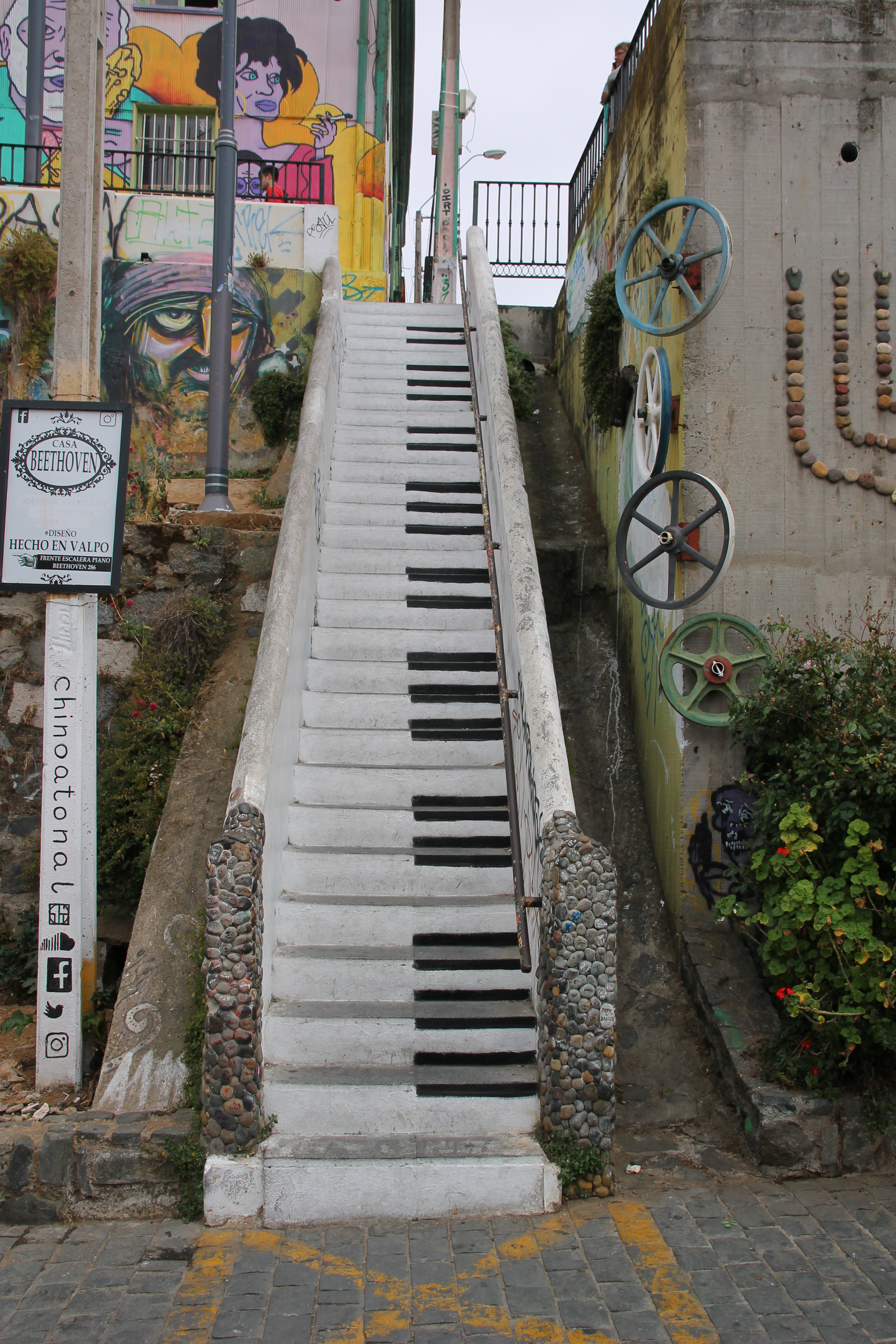
Nabarvené schodiště (Cerro Concepción)
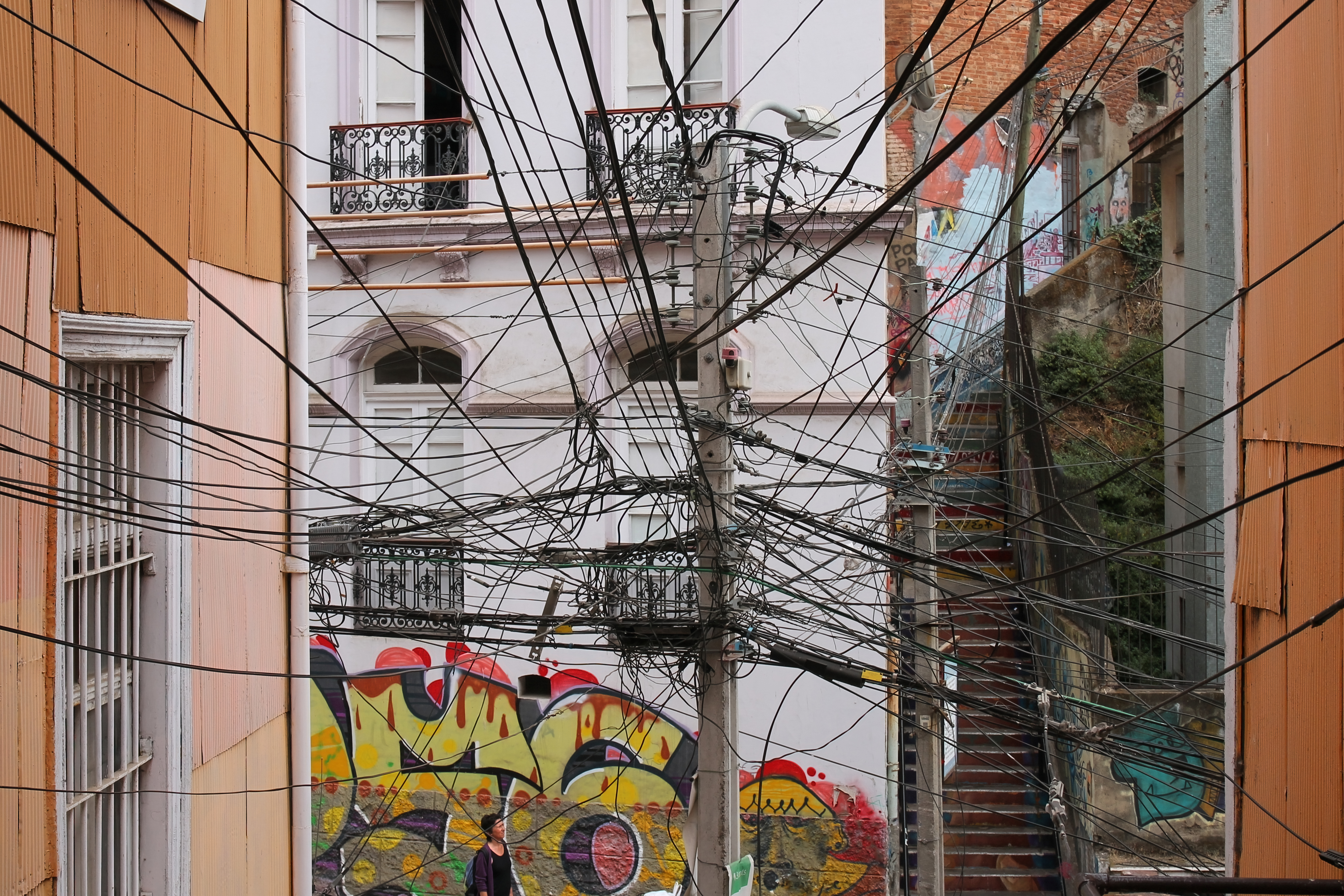
Elektrické vedení ve staré části města
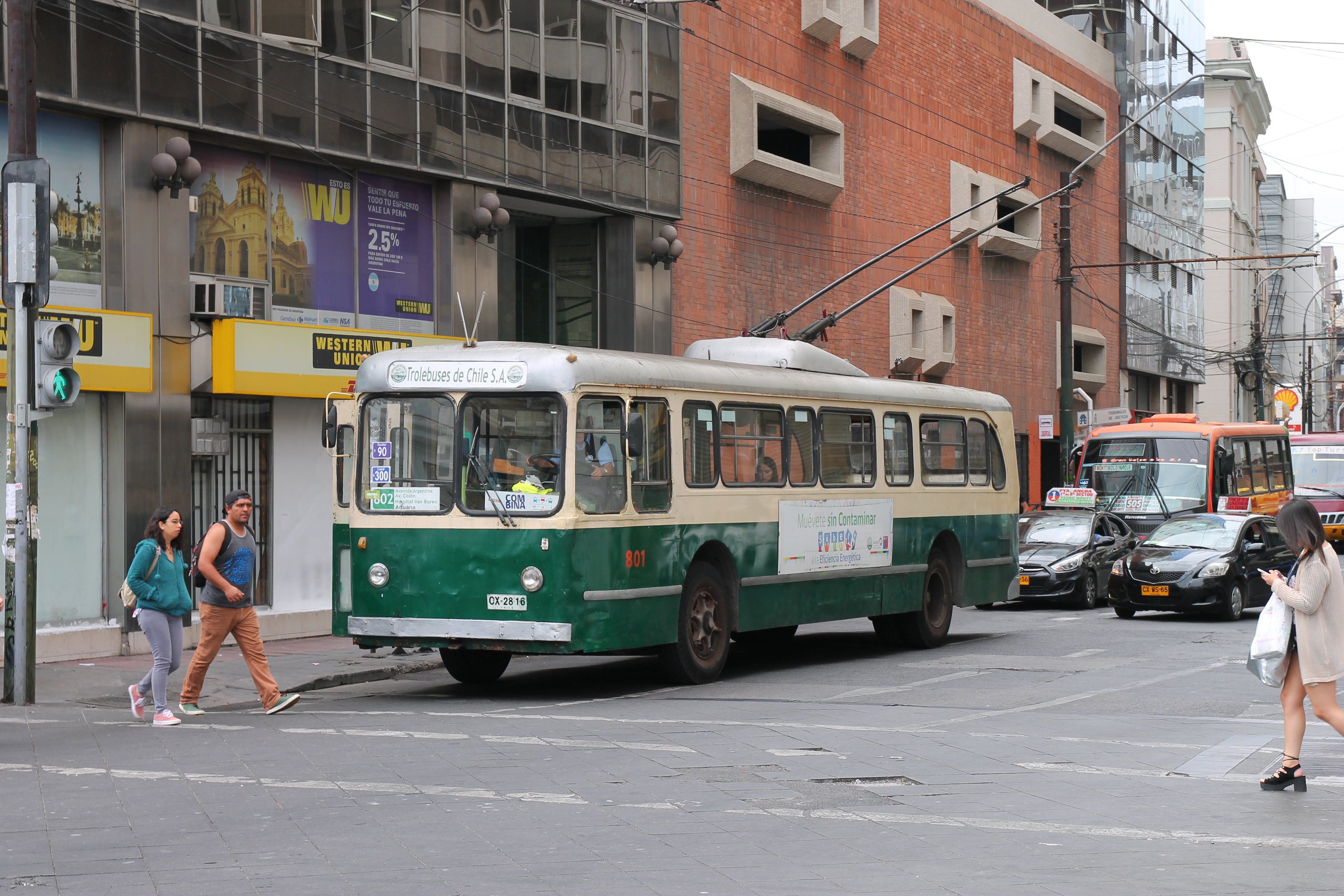
Trolejbus v ulicích starého Valparaísa
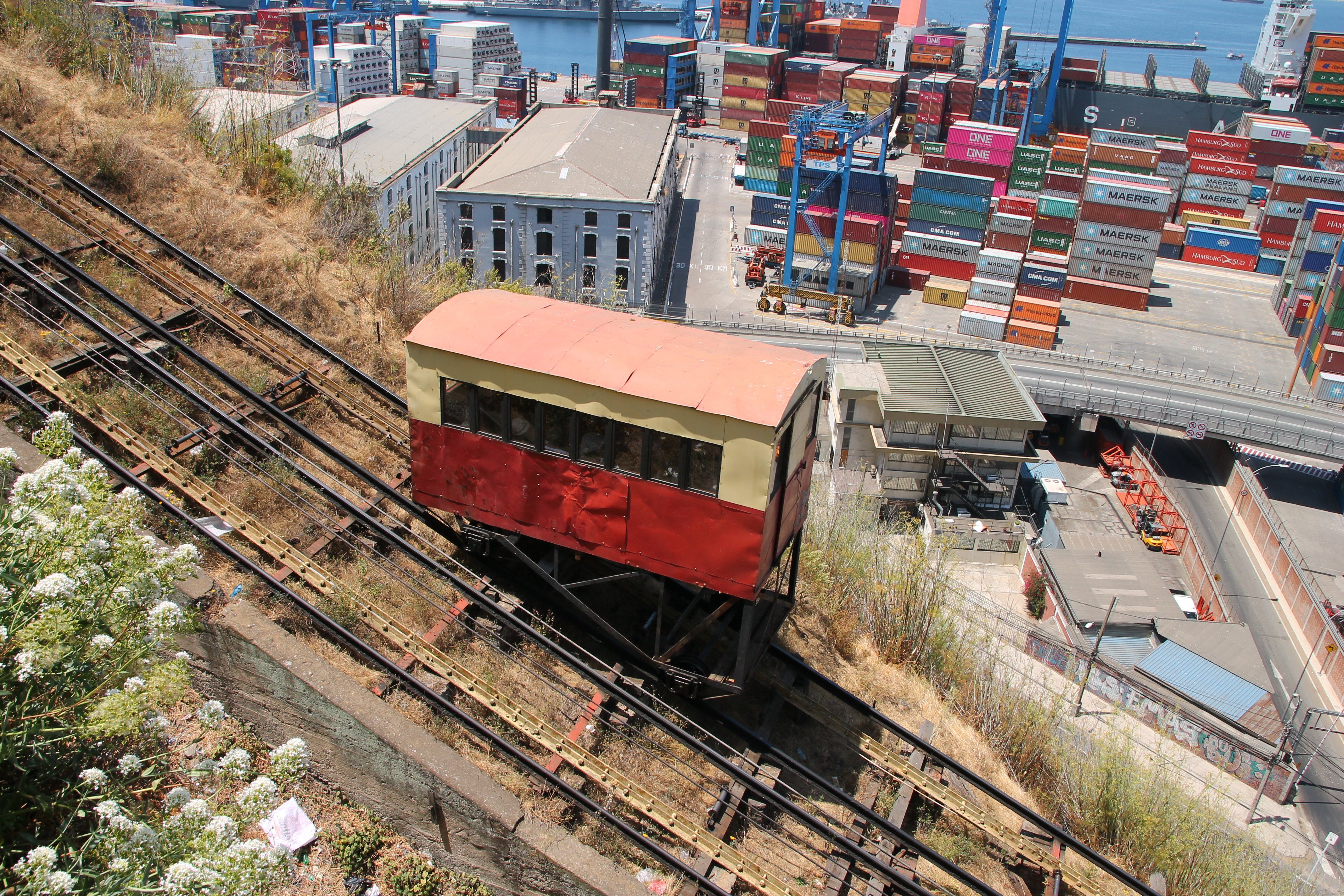
Lanovka
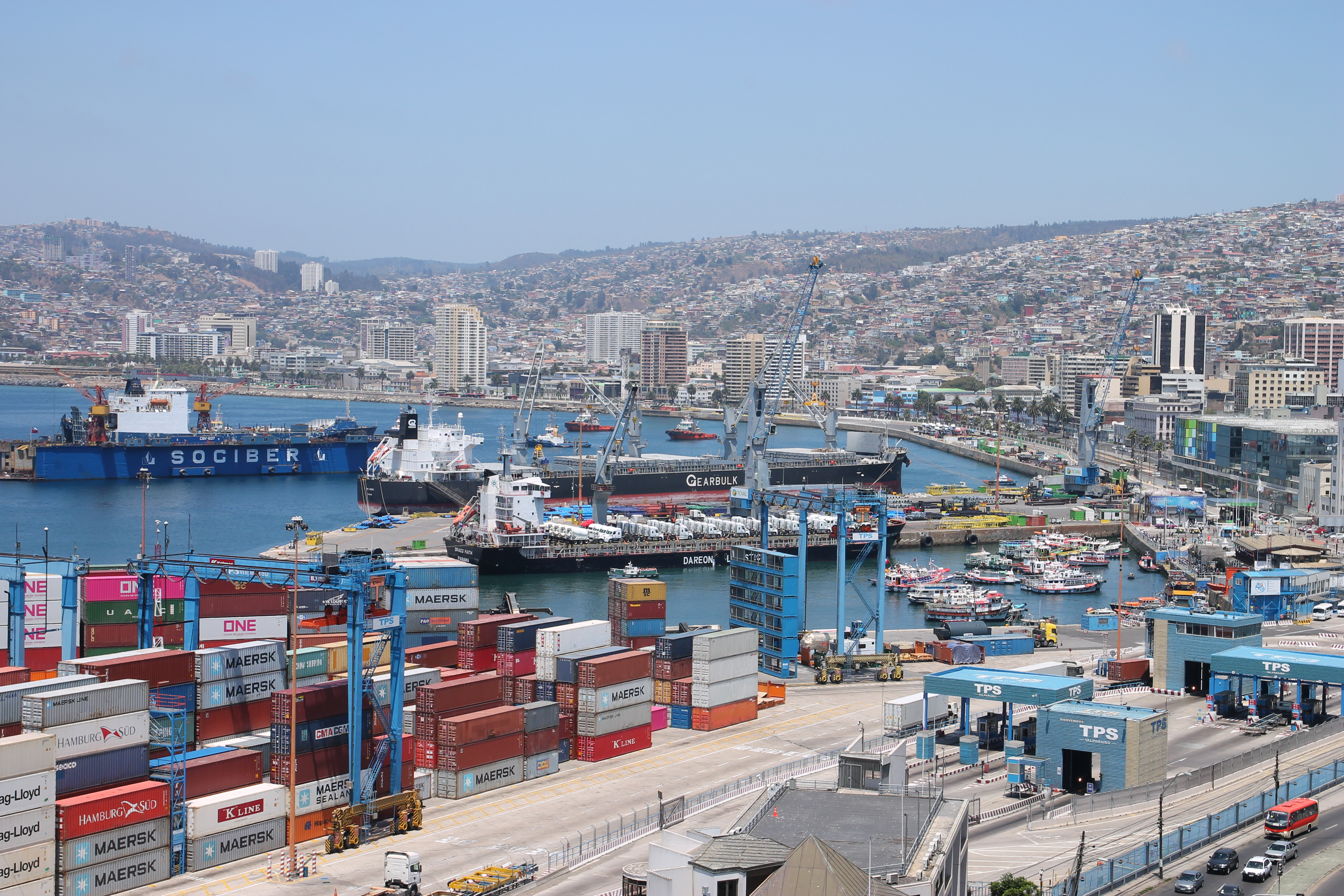
Přístav
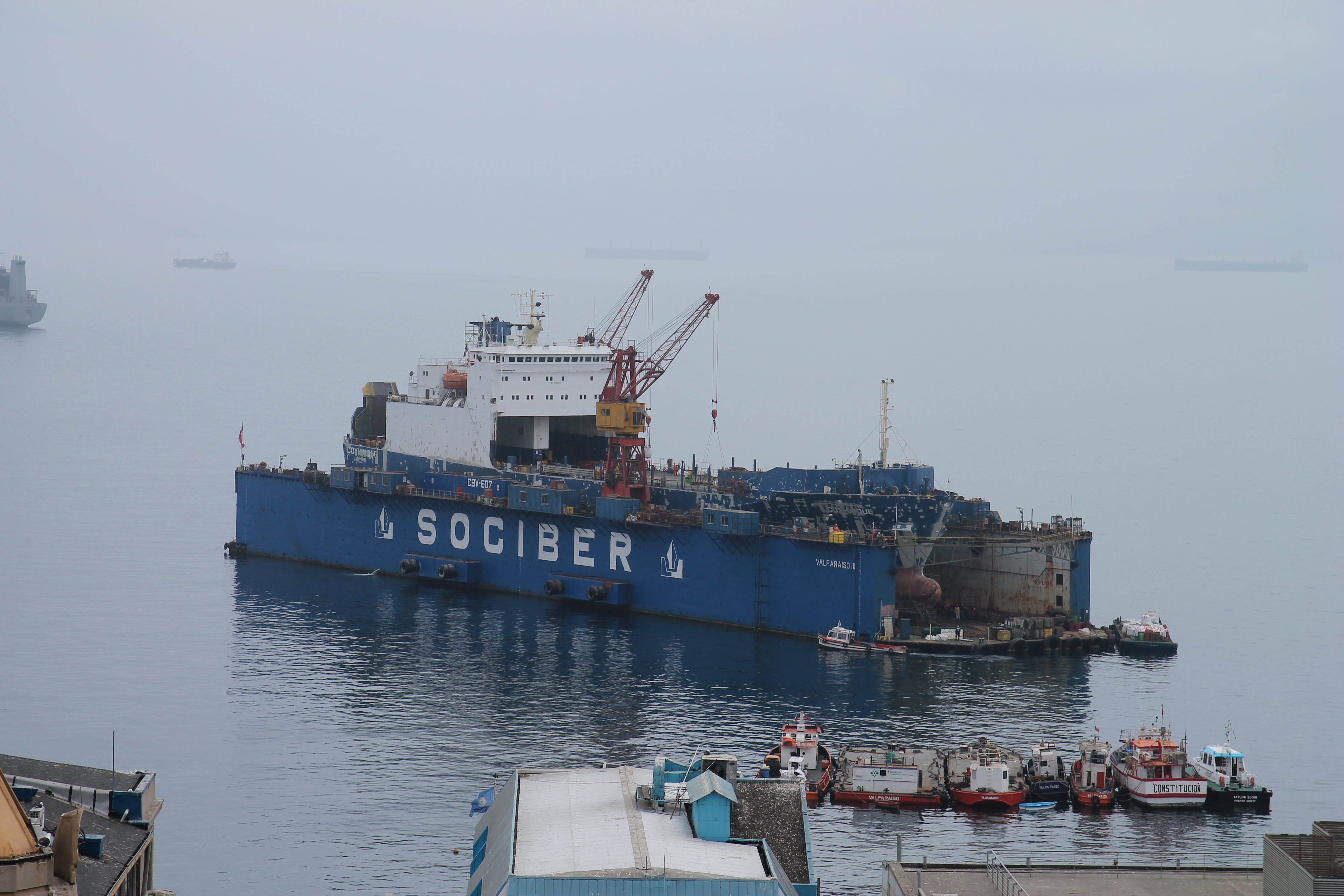
Suchý dok
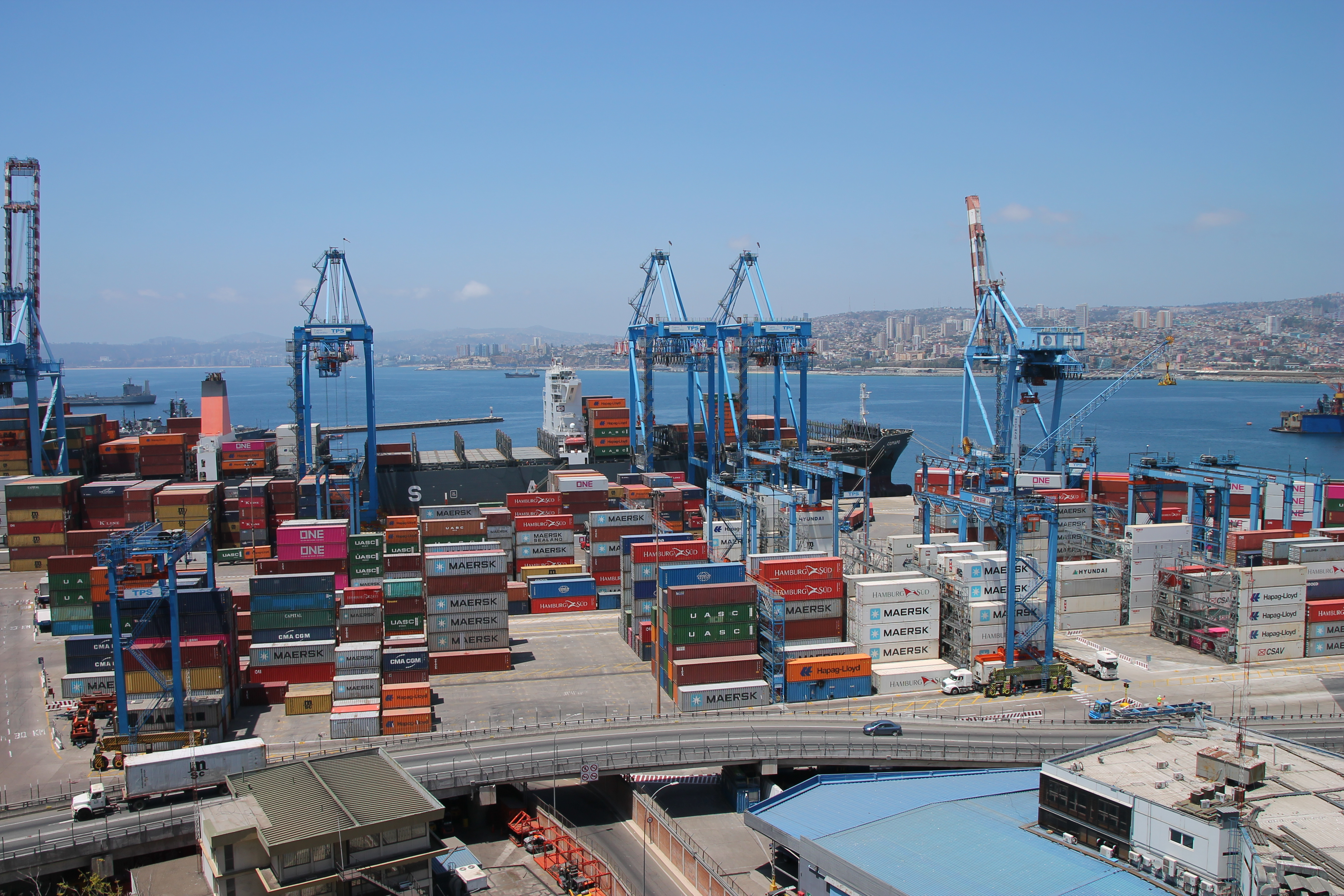
Kontejnerový terminál